# Coleco Adam
El Coleco Adam va ser un ordinador domèstic, una temptativa de la Coleco, jogueteria estatunidenca, d'aprofitar l'èxit de la videoconsola ColecoVision. L'Adam (el nom, suposadament, representava l'esperança de Coleco a "mossegar" una part del mercat de l'Apple) no va ser ben succeït, en part a causa de problemes en l'inici de la seva producció.

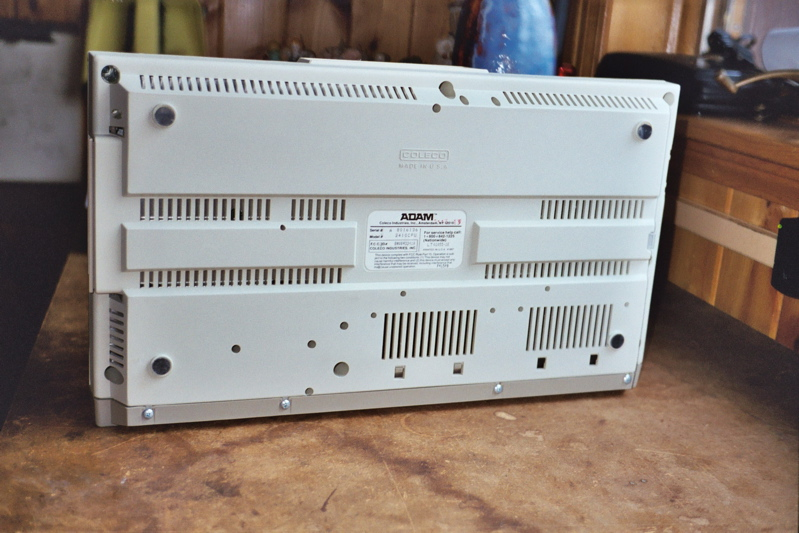
vista inferior

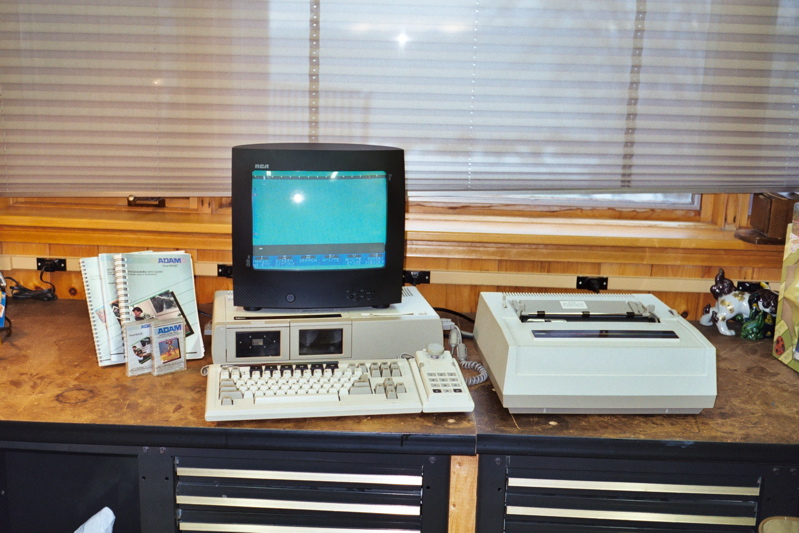
Coleco Adam, en mode processador de textos.

## Introducció
Coleco va anunciar l'Adam en el Summer Consumer Electronics Show (CES) al juny de 1983, i els executius van predir vendes de 500.000 unitats per al nadal de 1983. Des del moment del seu llançament fins al primer enviament el preu de l'ordinador va augmentar de 525 a 725 dòlars.

## El fracàs
Quan Coleco va anunciar-ho el 1983, l'Adam va rebre una cobertura de premsa favorable. El Boston Phoenix, observant que els 600 dòlars del preu de l'ordinador eren comparables al preu més baix per una impressora de margarida (LQ) individual, va publicar que era "un bon truc si poden fer-ho!" I és que, de fet, era un truc; els ordinadors es mostren darrere de vidres polaritzats que ocultava el fet que estaven fets a mà i tenien unitats de cinta no operatives.
Al juny, l'empresa es va comprometre a enviar l'equip a l'agost. A l'agost es va comprometre a enviar mig milió d'Adams per Nadal, però va perdre les dates d'enviament d'1 de setembre 15 de setembre, 1 d'octubre i el 15 d'octubre. Ahoy! va informar que Coleco no havia enviat a principis d'octubre, a causa de diversos problemes. La revista va informar que cada mes de retard podria significar la pèrdua de l'oportunitat de vendre 100.000 unitats, afegint que la pèrdua de la temporada de Nadal es traduiria en "pèrdues incalculables". L'empresa només va enviar 95.000 unitats al desembre, que eren molt defectuoses; Creative Computing va informar més tard que "la taxa de tornada rumorejat era absolutament alarmant". Un gerent d'una botiga va dir que s'havien retornat cinc de sis Adams venuts, i esperava que el sisè probablement seria retornat després d'estrenar-se el Nadal. Coleco es va associar amb Honeywell Information Systems per establir la seva cadena de centres de reparació per tot els Estats Units
Al desembre de 1983, la premsa va informar que els executius de la companyia en una conferència de premsa "responent preguntes sobre els problemes de Coleco amb el seu nou i altament publicitat ordinador personal Adam, que ha estat plagat de retards en la producció i les queixes dels defectes", van dir que s'havien associat amb l'única companyia capaç de complir amb un terç de les seves comandes de Canadà pel Nadal. L'empresa va al·legar que menys del 10% de les unitats Adam tenia defectes, "molt per sota dels estàndards de la indústria".
Un analista va declarar a principis de 1984 que l'empresa tenia:
| « | un àrea molt especial com a objectiu: principalment els usuaris domèstics amb estudiants o fills adolescents que mecanografien freqüentment escrits i que tendeixen a ser usuaris d'ordinadors ingenus. Coleco ha intentat fer l'Adam fàcil d'usar i atractiu per a aquest grup, excloent conscientment altres grups per la forma en què configura la màquina. | » |

Al març de 1984 John J. Anderson va declarar que l'Adam havia portat a Coleco "una reguera de promeses trencades, expectatives no complertes, i uns accionistes molt espantats." El 2 de gener de 1985, després de continuar queixes sobre errors de l'Adam i vendes baixes, Coleco va anunciar que el descatalogava i estava liquidant l'inventari.
Coleco va revelar que va perdre 35 milions de dòlars a finals de 1983 (el moment del llançament de l'Adam), juntament amb una pèrdua de 13,4 milions de dòlars en els primers 9 mesos de 1984. Coleco no va revelar a quina companyia estava venent l'inventari, però va declarar que havien treballat amb aquesta empresa abans. No es van publicar xifres de vendes finals de l'ordinador Adam ni de l'Expansion Module #3.

## Detalls tècnics
Al seu favor, l'Adam tenia una gran biblioteca de programari des del principi. Va ser derivat amb programari i accessoris compatibles de la ColecoVision, i, a més, el popular sistema operatiu CP/M estava disponible com una opció. El seu preu incloïa un sistema complet: un ordinador de 64 kB de memòria RAM i 16 de VRAM, unitat de cinta incorporada, impressora de margarida, i programari incloent el videojoc Buck Rogers: Planet of Zoom. El IBM PCjr es venia per 669 dòlars però no incloïa perifèrics, i encara que el popular Commodore 64 es va vendre per al voltant de 200 dòlars, el seu preu no era gaire més baix després de comprar una impressora, unitat de cinta o disquet i programari.
Com a molts ordinadors domèstics del seu temps, l'Adam es va pensar per utilitzar amb un televisor com a pantalla. La impressora SmartWriter s'encén amb l'equip, doncs té la font d'alimentació comuna en el seu interior. En arrencar, l'equip està en mode màquina d'escriure electrònica, imprimint caràcters a mesura que es premen tecles. Prement la tecla Escape/WP es posa la SmartWriter en mode processador de textos amb funcions similars als processadors moderns.
A diferència d'altres equips domèstics de l'època, l'Adam no tenia l'intèrpret de BASIC emmagatzemat permanentment en la ROM. Aquest lloc estava ocupat per les funcions de màquina d'escriure electrònica i processador de textos de SmartWriter, així com el kernel de l'Elementary Operating System (EOS) i els 8kB del sistema operatiu OS-7 de ColecoVision. L'intèrpret SmartBASIC es carrega d'un Digital Data Pack amb format propietari que ve de sèrie.
Una versió menys cara de l'Adam, l'Expansion Module #3, es connectava en una ColecoVision, amb el que complien la promesa publicitària d'oferir una opció per convertir la consola en un ordinador complet. En aquest cas els components principals (CPU, VDP, part de les memòries...) les aportava la consola.

## Problemes
L'Adam tenia nombrosos punts febles:
- L'Adam genera una onada d'energia electromagnètica en l'arrencada, que pot esborrar el contingut de qualsevol mitjà extraïble que es trobi en o prop de la unitat.[10] Per empitjorar la situació, alguns dels manuals de Coleco indiquen a l'usuari que introdueixi la cinta en la unitat abans d'encendre l'ordinador; presumiblement aquests es van imprimir abans de conèixer-se el problema.[10][11]
- Quan Coleco va prendre la decisió inusual d'utilitzar la impressora per subministrar energia a tot el sistema Adam, si la font d'alimentació de la impressora ha fallat o falta la impressora, el sistema no pot funcionar.[10]
- Una vegada posat en mode de processador de textos, SmartWriter no podia tornar al mode de màquina d'escriure sense que el sistema es reiniciï.
- Les unitats Digital Data Pack de l'Adam, encara que més ràpides i de major capacitat que les unitats de casset d'àudio utilitzats pels ordinadors de la competència, eren menys fiables i no tan ràpids com una unitat de disquet.[11] Al moment del disseny de l'Adam, les unitats de cinta eren un mitjà d'emmagatzematge popular per als usuaris domèstics, però al moment del seu llançament, el cost dels disquets havia caigut dràsticament i eren el mitjà preferit a l'Amèrica del Nord. Coleco finalment va llançar una unitat de disquet de 5¼ polzades i 160kB per a l'Adam.
- Els desenvolupadors de programari que van rebre informació tècnica havien d'estar d'acord amb una llicència molt restrictiva. Coleco va exigir el dret d'inspeccionar i exigir canvis al seu programari, els va obligar a destruir inventaris de programari si Coleco revoqués la llicència, i els prohibia criticar públicament a Coleco de cap manera.[11]

## Programari
El programari per ColecoVision que no venia inclòs es distribuïa majoritàriament com a cartutx ROM, encara que els programes Adam Calculator, Personal Checkbook, i Smart Filer es van distribuir també en disquet. A continuació teniu una llista de programes seleccionats com a exemple:
- Adam Banner
- Business Pack I
- AdamCalc
- Update for Coleco AdamLink Modem
- Data Calculator
- Home Budget Planning
- Power Print
- Personal Checkbook
- Personal Accountant
- Smart Filer
- Smart Letters & Forms
- Savings and Loan
- Turbo Load
- CP/M 2.2 and Assembler

## Recepció
Per mostrar la màquina en el CES de juny de 1983, Coleco va decidir mostrar una conversió a Digital Data Pack de la seva versió de Donkey Kong per ColecoVision en el sistema. Nintendo estava enmig de la negociació d'un acord amb Atari per llicenciar el seu Famicom per a la seva distribució fora del Japó, i la signatura final s'hauria fet en el CES. Atari tenia els drets exclusius de Donkey Kong per a ordinadors personals (com Coleco el tenia per a consoles de jocs), i quan Atari va veure que Coleco mostrava Donkey Kong en un ordinador, la seva proposta d'acord amb Nintendo es va retardar. Coleco va haver de comprometre's a no vendre la versió Adam de Donkey Kong. En última instància, no tenia a veure amb el tracte Atari/Nintendo, doncs el CEO d'Atari Ray Kassar va ser acomiadat el mes següent i la proposta no va arribar a cap part, conseqüentment Nintendo va decidir comercialitzar el seu sistema exclusiu amb conseqüències.
Byte Magazine va reportar al setembre de 1983 que la introducció de l'Adam havia dominat el Consumer Electronics Show a Chicago. Citant el seu preu de 599 dòlars, maquinari inclòs, i la compatibilitat amb ColecoVision i el programari de CP/M, la revista va comparar l'impacte potencial de l'Adam en la indústria de l'ordinador domèstic amb la de l'Osborne 1 en el professional. Ahoy! va informar el gener de 1984 que "els primers indicis són que l'Adam serà un èxit de vendes fora de control", però els retards, problemes tècnics, i la reputació de Coleco com una empresa de joguines "poden combinar-se per mantenir els compradors en massa a fora", i va predir que" no hi ha cap raó per pensar que l'Adam enderrocarà al Commodore 64 de la seva posició avantatjosa"
L'exemplar de març de 1984 de Compute! va opinar favorablement el model tot-en-un de l'Adam i va anomenar al teclat "impressionant", però va citar informes generalitzats dels errors de maquinari. L'opinió de BYTE d'abril de 1984 va ser molt més dura, afirmant que "Sovint es diu que si alguna cosa sona massa bona per ser veritat, probablement ho és. El Coleco Adam no és una excepció a aquesta norma". Va citar la tecnologia d'unitat de cinta "impressionant", i va aprovar el teclat, però va informar de diversos casos d'errors de dades i supressions en utilitzar les unitats de cinta, un processador de textos amb errors, i un manual de BASIC que era "el pitjor que he vist". El revisor va informar que estava esperant al seu cinquè Adam després de quatre sistemes anteriors funcionat incorrectament en dos mesos; només el teclat no va fallar. Per les seves sospites que "l'equip va ser aparentment llançat precipitadament a producció", va aconsellar "no comprar encara un Adam. Espereu fins que Coleco corregeixi tots els errors de l'Adam i compleixi totes les seves promeses", i va concloure "Coleco està, aparentment, apostant tota la companyia en l'Adam i encara no és clar que guanyarà amb aquesta aposta "
Va rebre algunes bones crítiques sobre la base de la qualitat del seu teclat i la impressora, i va oferir so competitiu i gràfics. El seu intèrpret BASIC, anomenat SmartBASIC, era en gran manera compatible amb l'Applesoft BASIC, la qual cosa significa que molts programes del tipus escrigui-ho vostè de llibres d'informàtica i revistes funcionarien en l'Adam amb poca o cap modificació.
No obstant això, les vendes van ser febles, especialment després que els problemes tècnics es van fer evidents. Coleco va perdre 35 milions de dòlars en el quart trimestre de 1984 com a devolucions. Oficialment, Coleco va culpar a "els manuals que no ofereixen a l'usuari la primera vegada que utilitza l'ajuda adequada." Coleco va reintroduir l'Adam amb un nou manual d'instruccions, preu més baix, i una beca escolar de 500 dòlars juntament amb cada unitat per al seu ús per a cada nen (a pagar quan el nen arribi a la universitat). Menys de 100.000 unitats van ser venudes en última instància.
Ketchum Advertising, una agència de màrqueting de Nova York, va guanyar l'assignació de la promoció de l'ordinador. L'agència va assignar personal per manejar el treball i el prestigi de la nova empresa. No obstant això, els executius de les agències van anunciar al New York Times el gener de 1985, sense previ avís, que Coleco abandonava l'ordinador. Els empleats de l'Agència van anomenar a aquesta notícia la bomba Adam.
L'Adam es va descatalogar de forma permanent el 1985, menys de dos anys després de la seva introducció.

## Llegat
Un grup d'entusiastes de l'Adam s'han estat reunint cada any des de 1989 per a un esdeveniment anomenat AdamCon.
| AdamCon | Data                      | Ubicació                              |
| ------- | ------------------------- | ------------------------------------- |
| 1       | 7-10 d'octubre 1989       | Orlando, Florida, EUA                 |
| 10      | 9-11 d'octubre, 1998      | Orlando, Florida, EUA                 |
| 11      | 15 a 18 de juliol 1999    | Kent, Washington, EUA                 |
| 12      | 20 a 23 de juliol, 2000   | Toronto, Ontario, Canadà              |
| 13      | 12 a 15 de juliol, 2001   | Brook Park, Ohio, EUA                 |
| 14      | 8 a 11 d'agost, 2002      | Kentwood, Michigan, EUA               |
| 15      | 7 a 10 d'agost, 2003      | Courtenay, Columbia Britànica, Canadà |
| 16      | 17 a 20 de setembre, 2004 | El Paso, Texas, EUA                   |
| 17      | 14 a 17 de juliol, 2005   | Whitby, Ontario, Canadà               |
| 18      | 14 a 17 de juliol, 2006   | ?                                     |
| 19      | 26 a 29 de juliol, 2007   | ?                                     |
| 20      | 19 a 22 de juny, 2008     | ?                                     |
| 21      | 25 a 28 de juny, 2009     | ?                                     |
| 22      | 18 a 20 de juny, 2010     | Laval - Mont-real, Quebec, Canadà     |
| 23      | 14 a 17 de juliol, 2011   | Grand Rapids, Minnesota, EUA          |
| 24      | 13 a 15 de juliol, 2012   | Quebec, Quebec, Canadà                |
| 25      | 18 a 21 de juliol, 2013   | Kingston, Ontario, Canadà             |
| 26      | 17 a 20 de juliol de 2014 | Cleveland, Ohio, EUA                  |
| 27      | 16 a 19 de juliol de 2015 | Detroit, Michigan, EUA                |
| 28      | 14 a 17 de juliol de 2016 | Guelph, Ontario, Canadà               |
| 29      | 20 a 23 de juliol de 2017 | Guelph, Ontario, Canadà               |
| 30      | 19 a 22 de juliol de 2018 | St. Ignace, Michigan, EUA             |
| 31      | 11 a 14 de juliol de 2019 | Cleveland, Ohio, EUA                  |

Els desenvolupaments de tercers van contribuir a mantenir viu a l'Adam després del seu abandó per Coleco Desenvolupadors com Orphanware, In House Reps, Thomas Electronics, Oasis Pensive, Eve, I&T, Micro Innovations, Microfox Technologies i uns altres afegeixen unitats de disquet de múltiple densitat, expansions de memòria, sintetitzadors de veu, targetes de sèrie, targetes d'impressora, controladores IDE i un altre maquinari pel que l'ADAM podia seguir a altres ordinadors en els avanços més moderns. El 2012, la major part d'aquest maquinari està encara disponible per actualitzar l'ADAM.

## Especificacions tècniques
| Parts          | Especificacions | Especificacions |
| -------------- | --- | --------------- |
| UCP            | Zilog Z80A a 3,58 MHz, tres processadors auxiliars Motorola 6801 a 1 MHz (control de memòria i Entrada/Sortida, unitats de cinta i teclat) |                 |
| RAM            | 64 KiB — 144 KiB (màx.). Actualment existeixen Adam amb la memòria ampliada a 2 Megaoctets. |                 |
| VRAM           | 16 KiB controlades directament pel Xip de gràfics Texas Instruments TMS9928A amb capacitat de 32 sprites (1 color, max 4 per línia horitzontal). Resolució de 256 x 192 pixels amb 16 colors (similar al SCREEN 2 dels MSX) |                 |
| ROM            | 32 KiB |                 |
| Teclat         | mecànic, 75 tecles QWERTY ASCII complet estil maquina d'escriure, amb un total de 75 tecles. Porta un suport conectable per utilitzar un dels comandaments de la Coleco com Keypad. Les tecles estan codificades per color en diferents ombres de beix i marró. Hi ha 6 tecles de funció, tecles de cursor, 6 tecles de moviment en processador de textos, i un complet complement de tecles especials. El teclat es connecta a la Unitat Central mitjançant el que es coneix com ADAMnet: un bus seriï a 62.4 kbps half-duplex. El mateix bus s'utilitza per connectar els altres perifèrics, incloent la impressora i les unitats de disc. |                 |
| Monitor        | televisor o monitor RGB; mode text: 40 x 24 caràcters; diversos modes gràfics (màx.: 256 x 192 pixels, 16 colors) |                 |
| So             | coprocesador Texas Instruments SN76489AN: 3 canals i 8 octaves de so mes un de soroll blanc (similar al TMS9919 del TU-99/4A) |                 |
| Ports          | port d'expansió, 1 port de cartutx, 2 ports ADAMNET (port sèries, bus serial a 62,5 kilobits per segon half-duplex, que permet connectar perifèrics de manera similar als equivalents de Commodore, Atari i Apple), 3 slots, dos ports de palanca de control. Utilitzen cintes normals d'àudio, que desafortunadament deuen ser preformatejades per Coleco, a més de presentar en cada cantonada superior un enganxi circular. Les cintes estan completament sota control de l'ordinador i el sistema operatiu afegeix un directori de fitxers aproximadament en la meitat de la cinta, fent el sistema més "d'accés aleatori". Cada cinta emmagatzema 256Kb de dades, i les operacions es realitzen a alta velocitat. 3 ranures internes d'ampliació, una ranura de cartutxos ColecoVision externa i un port d'expansió compatible ColecoVision. En el model independent permet connectar ampliacions de la ColecoVision, mentre que en el Expansion Module #3 s'utilitza per connectar amb la consola ColecoVision. |                 |
| Emmagatzematge | casset digital (endollat, 256 KiB, 19200 bps) o disquetera (5,25") |                 |
| Carcassa       | L'ordinador en si consisteix en tres caixes: un teclat independent, la Unitat Central i una impressora de margarida. La Unitat central és una caixa rectangular de tipus sobretaula, amb la grandària d'una carcassa de PC slim-desktop moderna. En el panell frontal es munten fins a 2 Digital Data Pack (lectors de casset modificats; eren controlats per un Motorola 6801 de l'ordinador i de tipus digital; tenen 2 sortints per assegurar les cintes). En el frontal estan les trapes de les dues unitats DDP i a la seva dreta sota el sortint el connector telefònic RJ-11 de l'AdamNet per connectar el teclat. En el lateral dret estan els dos connectors DE-9 dels controladors de joc i la trapa de l'Expansion Module Interface. En el lateral esquerre el connector DE-9 amb una guia a cada costat per evitar errors en connectar la font d'alimentació/impressora de margarida. En dita connectora es mapean alimentació i AdamNet. Un segon connector RJ-11 de l'AdamNet per connectar perifèrics externs. En la posterior, commutador CH3-CH4 per canviar el canal del modulador de TV NTSC que es troba al costat, connector RCA de vídeo compost (monitor), i connector DIN 7 AUX Video. En la part superior, sobre els lectors Digital Data Pack es troba una trapa que dona accés per muntar el segon DDP i les tres ranures d'expansió. Cadascuna d'elles té una funció i longitud diferent, i compta amb una guia perquè no es produeixin errors en inserir les ampliacions. El 3 (més a la dreta) és el reservat per a les ampliacions de memòria. Coleco comercialitza una ampliació oficial de 64 Kb en forma d'un cartutx pera aquesta ranura, però desenvolupaments de tercers han aconseguit duplicar-ho i fins i tot superar-ho. La impressora de margarida era d'aparença normal, excepte pel detall d'haver d'estar obligatòriament connectada, en incorporar la font d'alimentació de l'Adam. En la seva posterior té la sortida del cable de connexió amb la unitat central, l'interruptor de tot l'equip i el cable de tres fils d'entrada de la font interna. |                 |